# Dreams (album de Miz)
Pour les articles homonymes, voir Dream.
Albums de Miz
Say It's Forever
(2004) Mizrock
(2006)
Singles
Dreams est le 2e album solo de Miz, sorti sous le label Victor Entertainment le 9 mars 2005 au Japon. L'album arrive 94e à l'Oricon et reste classé 2 semaines.

## Liste des titres
| 1.  | Story Untold                        | Julius Bengtsson, Anders Bergström, Henric Uhrbom            | 3:28 |
| 2.  | You Can Do Anything (Ordinary Girl) | Bergström                                                    | 5:27 |
| 3.  | If You Run                          | Tord Bäckström, Bengt Girell, Jan Nilsson                    | 3:26 |
| 4.  | Dreams                              | Bäckström, Girell, Nilsson                                   | 3:30 |
| 5.  | New Day (English Version)           | Pelle Andersson, Nestor Geli, Jan Johansen, Susie Päivärinta | 4:00 |
| 6.  | Not You                             | Daniel Gibson, Han'Some                                      | 4:20 |
| 7.  | Waiting                             | Bäckström, Girell, Nilsson                                   | 3:40 |
| 8.  | Strong                              | Bäckström, Girell, Nilsson                                   | 3:17 |
| 9.  | Lay Your Love On Me                 | Bäckström, Girell, Nilsson                                   | 3:26 |
| 10. | Can't Hold Back My Tears            | Axel Bellinder, Peter Hallström                              | 4:19 |